# Janów Lubelski
Janów Lubelski è un comune urbano-rurale polacco del distretto di Janów Lubelski, nel voivodato di Lublino. Ricopre una superficie di 178,24 km² e nel 2004 contava 16 074 abitanti.

## Monumenti e luoghi d'interesse
- Museo regionale di Janów Lubelski
- Museo all'aperto della ferrovia forestale
- Santuario della Madonna del Rosario piena di Grazia